# Дамеров (Передняя Померания)
Дамеров (нем. Damerow) — община в Германии, районный центр, расположен в земле Мекленбург-Передняя Померания.
Входит в состав района Иккер-Рандов. Подчиняется управлению Иккер-Рандов-Таль. Население составляет 162 человека (2009); в 2003 г. — 172. Занимает площадь 7,82 км².

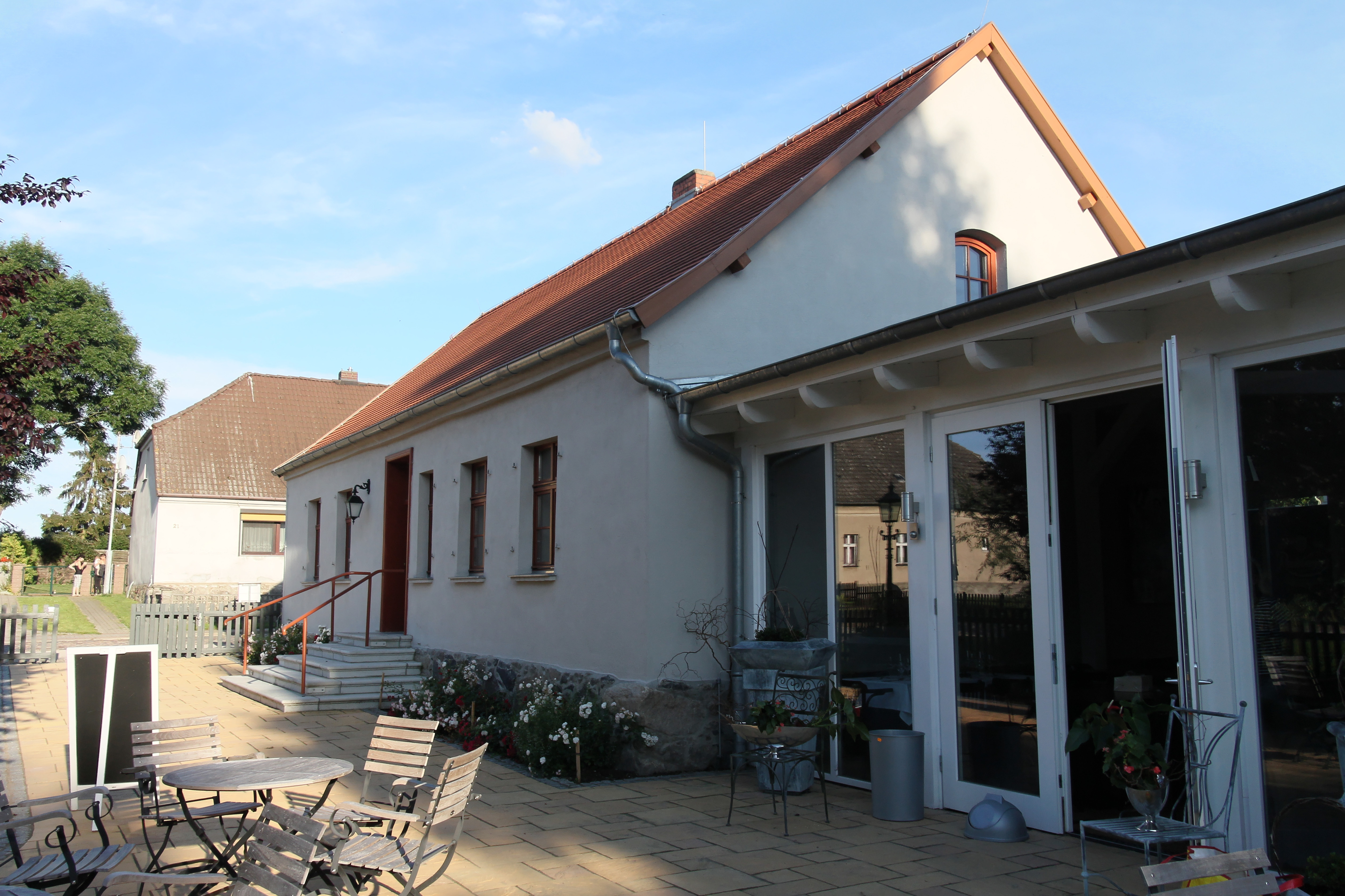
Gutsmuseum and Museumscafe
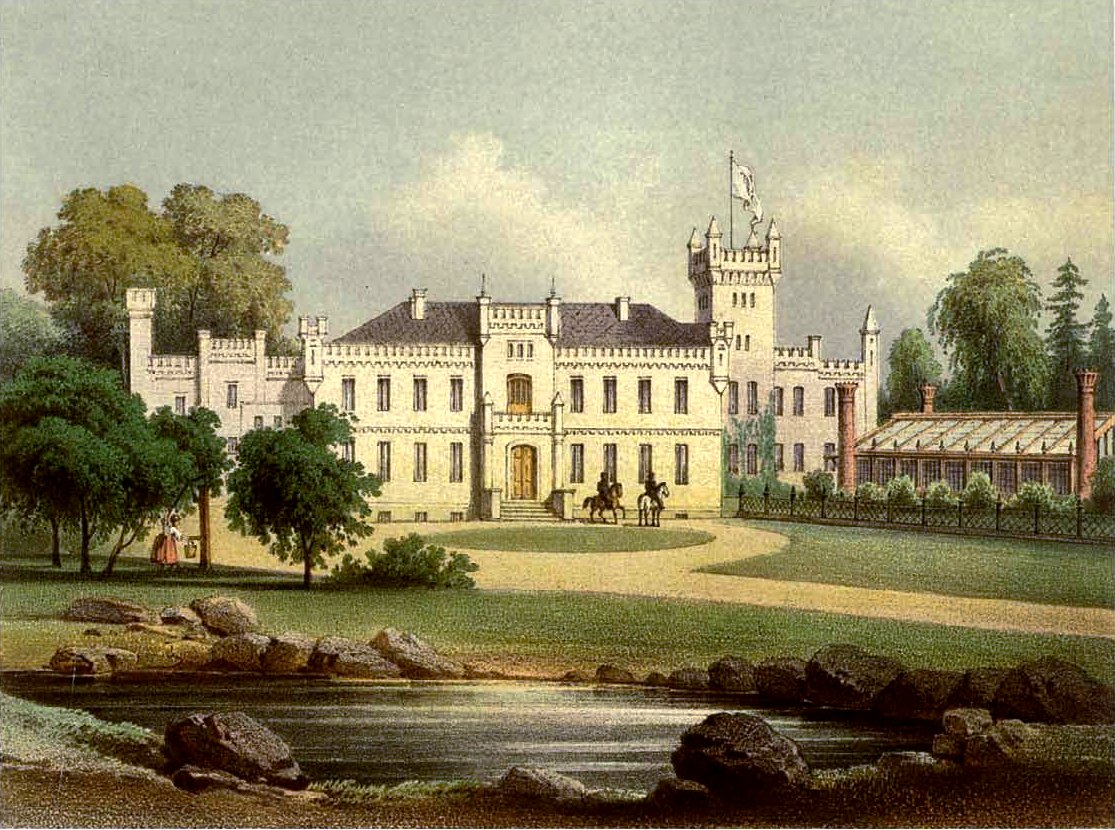
Palace Damerow around 1860

| Год  | Население |
| ---- | --------- |
| 1991 | 228       |
| 1995 | 214       |
| 2000 | 198       |
| 2005 | 169       |
| 2010 | 144       |